# Вальтер Блюме
Вальтер Блюме (нім. Walter Blume; 10 січня 1896, Гіршберг, Німецька імперія — 27 травня 1964, Дуйсбург, ФРН), німецький льотчик-ас Першої світової війни, інженер та авіаційний конструктор провідних авіабудівних компаній, зокрема «Albatros Flugzeugwerke» та «Arado Flugzeugwerke».

## Ранні роки
Вальтер Блюме народився у Гіршберзі 10 січня 1896. Навчався у вищому реальному училищі. Рано почав цікавитися авіацією. У 1913, за власними кресленнями, побудував з друзями «голуба», що планує, на який пізніше передбачалося вбудувати мотор. Від січня 1914, після закінчення школи, працює інженером-практикантом на машинобудівний фабриці.

## Перша світова війна

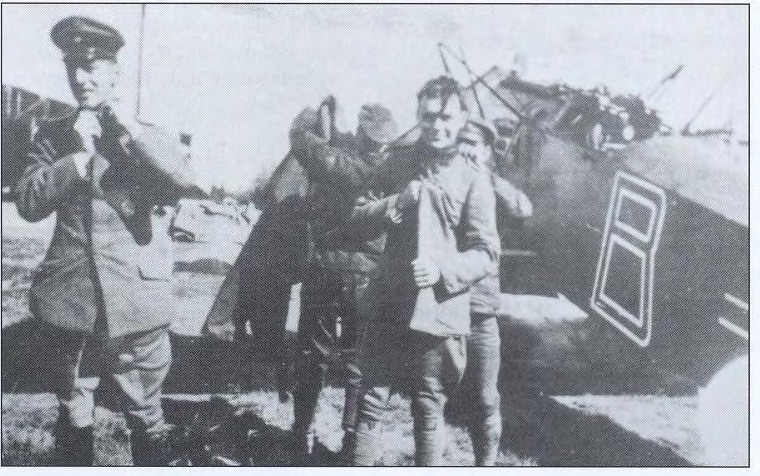
Блюм поруч зі своїм Fokker D.VII, 25 вересня 1918

З початком Першої світової війни пішов добровольцем на фронт. Проходив службу у 5-му Сілезькому батальйоні єгерів. 19 вересня 1914 потрапив на Східний фронт. У жовтні 1914 в бою під Елком був поранений у верхню частину стегна. Через місяць повернувся в стрій і отримав звання обер-єгеря. Одночасно написав заяву про перехід до авіації. Від 30 червня 1915, проходив річне навчання в льотній школі.
Від 18 червня 1916 по 20 січня 1917 літав на двомісному біплані-розвіднику Aviatik у складі FA 65, потім у FA (A) 280. За бойові заслуги 24 липня 1916 нагороджено Залізним Хрестом 2-го класу. У серпні 1916 отримав звання віце-фельдфебель.
Від січня 1917 у лавах винищувальної ескадрильї Jasta 26 (нім. Jagdstaffel 26). 31 січня 1917 — лейтенант. Свою першу перемогу здобув 10 травня 1917. 14 серпня 1917 отримав Залізний Хрест 1-го класу. 29 листопада 1917, під час бою з Bristol F.2 Fighter британської 48-ї ескадрильї (англ. No. 48 Squadron RAF), отримав серйозне поранення у груди. Був госпіталізований більше ніж на три місяці. 5 березня 1918 повернувся на фронт. Після недовгого перебування в складі FEA 3, що діяла над сектором фронту в Шампані — від 14 березня 1918 і до кінця війни 11 листопада командир винищувальної ескадрильї Jasta 9. Здобув в її лавах 22 перемоги, загалом, у повітряних боях, здобув 28 перемог, переважно над винищувачами. У загальному заліку німецьких асів посів 39-те місце.
7 серпня 1918 Вальтера Блюме нагороджено Лицарським Орденом дому Гогенцоллернів, а 2 жовтня 1918 — Орденом «За заслуги».
Звільнився з військової служби 15 січня 1919.
| Список повітряних перемог Вальтера Блюме | Список повітряних перемог Вальтера Блюме | Список повітряних перемог Вальтера Блюме | Список повітряних перемог Вальтера Блюме | Список повітряних перемог Вальтера Блюме |
| № з/п                                    | Дата та час                              | Збитий літак                             | В/ч супротивника                         | Місце події                              |
| ---------------------------------------- | ---------------------------------------- | ---------------------------------------- | ---------------------------------------- | ---------------------------------------- |
| 1                                        | 10 травня 1917 15:10                     | DH4                                      | 55 Sqdn                                  | Гузанкур                                 |
| 2                                        | 28 травня 1917 13:30                     | Sopwith Pup (B1715)                      | 66 Sqdn                                  | Поруч Малінкурту                         |
| 3                                        | 11 липня 1917 21:00                      | Sopwith Triplane (№ 5357)                | 10N Sqdn                                 | Комин                                    |
| 4                                        | 14 серпня 1917 17:40                     | DH4                                      | 45 Sqdn                                  | Холлебеке                                |
| 5                                        | 24 жовтня 1917 12:50                     | Sopwith Triplane (№ 5476)                | 1N Sqdn                                  | У озера Зіллебеке                        |
| 6                                        | 05 листопада 1917 14:37                  | RE8                                      | -                                        | У озера Зіллебеке                        |
| 7                                        | 21 квітня 1918 17:20                     | SPAD                                     | -                                        | Ширі-Урскам                              |
| 8                                        | 16 травня 1918 18:00                     | SPAD                                     | -                                        | на П/С від Елінкура                      |
| 9                                        | 30 травня 1918                           | SPAD                                     | -                                        | -                                        |
| 10                                       | 13 червня 1918                           | Bréguet 14                               | -                                        | Сен-П'єр-Егль                            |
| 11                                       | 28 червня 1918                           | SPAD                                     | -                                        | -                                        |
| 12                                       | 15 липня 1918 12:10                      | SPAD                                     | -                                        | Марей                                    |
| 13                                       | 16 липня 1918 12:20                      | Nieuport                                 | -                                        | -                                        |
| 14                                       | 18 липня 1918                            | SE 5a                                    | 32 Sqdn                                  |                                          |
| 15                                       | 21 липня 1918                            | SPAD                                     | -                                        | -                                        |
| 16                                       | 25 липня 1918                            | Sopwith Camel                            | -                                        | -                                        |
| 17                                       | 31 липня 1918                            | SPAD 2                                   | -                                        | Олізі                                    |
| 18                                       | 6 серпня 1918                            | SPAD 2                                   |                                          | Базош                                    |
| 19                                       | 21 серпня 1918 12:28                     | SPAD                                     | -                                        | Міссі-о-Буа                              |
| 20                                       | 25 серпня 1918 12:00                     | SPAD 2                                   | -                                        | Суассон                                  |
| 21                                       | 31 серпня 1918 18:40                     | SPAD                                     | -                                        | Жувіньї                                  |
| 22                                       | 31 серпня 1918 19:00                     | SPAD                                     | -                                        | Жувіньї                                  |
| 23                                       | 3 вересня 1918 10:30                     | SPAD                                     | -                                        | Фім                                      |
| 24                                       | 14 вересня 1918 11:55                    | SPAD 2                                   | -                                        | Лаффо                                    |
| 25                                       | 14 вересня 1918 12:00                    | SPAD                                     | -                                        | Бре                                      |
| 26                                       | 26 вересня 1918 12:15                    | SPAD 2                                   | -                                        | Соммпі-Таюр                              |
| 27                                       | 2 жовтня 1918 10:15                      | SPAD                                     | -                                        | Ге                                       |
| 28                                       | 8 жовтня 1918 16:40                      | Sopwith Camel                            | 209 Sqdn                                 | Ремокур                                  |

## Конструктор

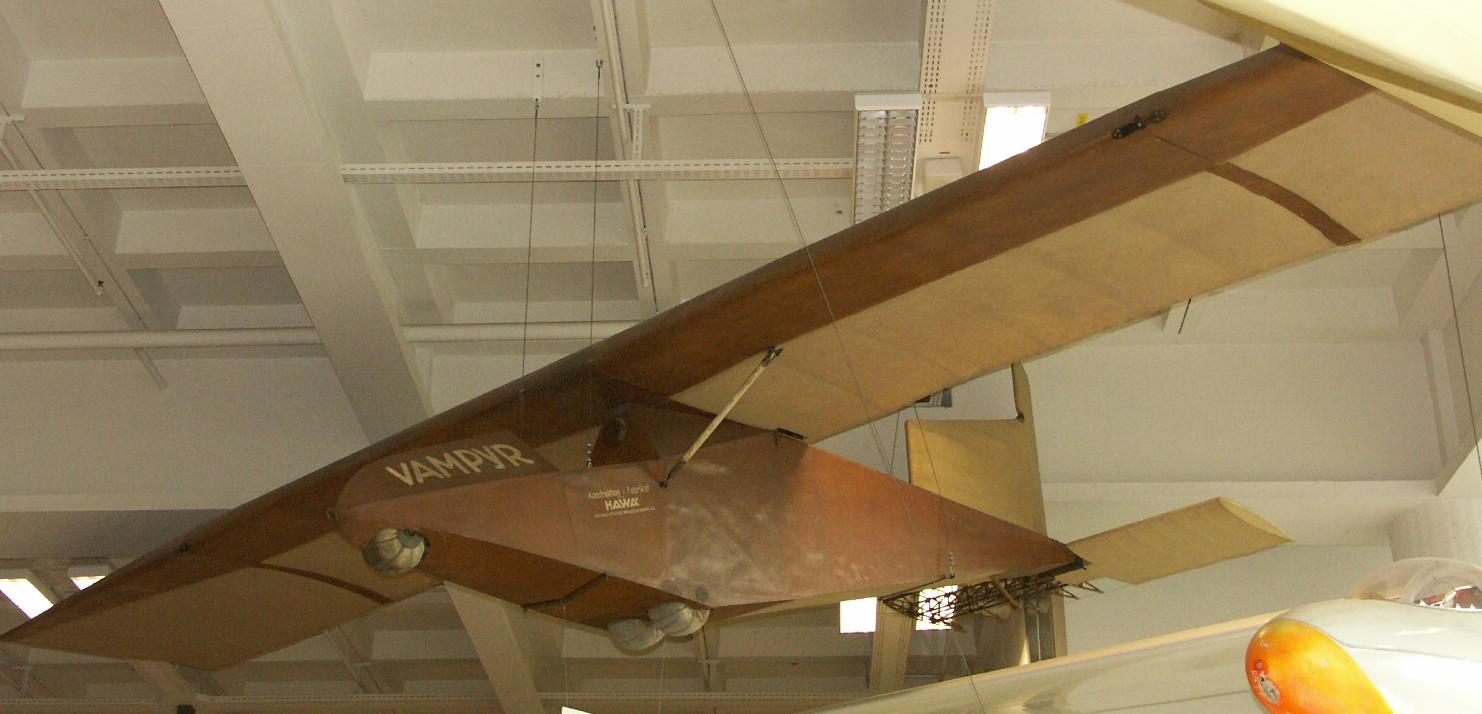
Планер «Вампір»

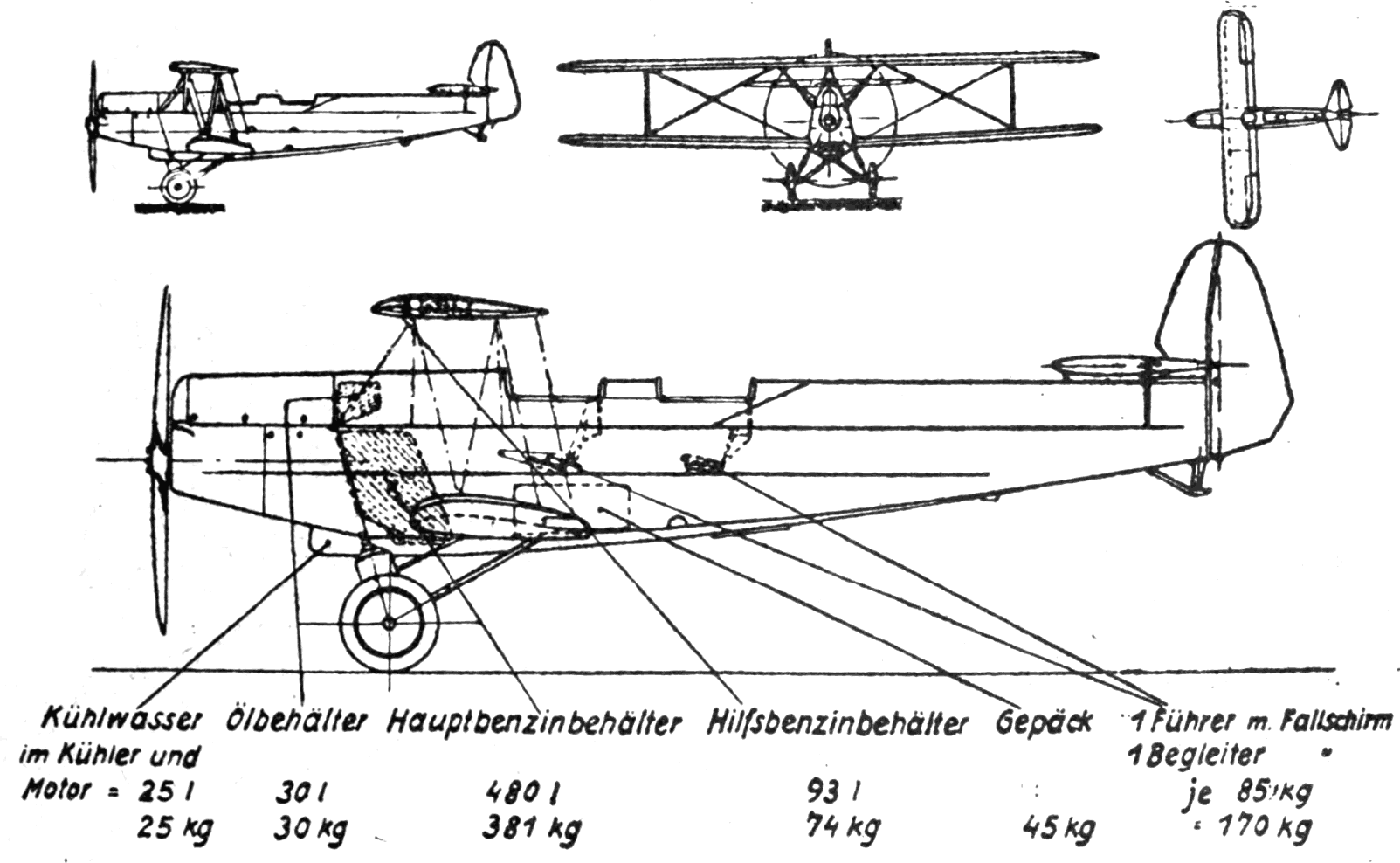
Навчально-тренувальний літак Albatros L 75 Ass

Влітку 1919 Блюме стає диспетчером польотів навчальної зони Рейхсверу у Доберітці (нім. Döberitz), у березні та квітні 1920 у 10-й кур'єрській ескадрильї Рейхсверу в якості пілоту-добровольця. Влітку літав у Голландії.
У 1921 допомагав професору Георгу Маделунгу (нім. Georg Madelung; 31 липня 1889 — 17 серпня 1972) у розробці проекту планера «Вампір», що заклав основні тенденції у сучасному планеризмі.
Після війни Блюме навчається на авіаційного інженера в Технічному університеті Ганновера і завершує свою освіту в 1922. Літав на планерах на горі Вассеркуппі.
Влітку 1922 працює над проектами літаків в компанії «Rumpler Flugzeugwerke». У 1923 Блюм і Хентзен (нім. Hentzen) побудували два невеликих літака в Адлерсхофі біля Берліну, що обладнані мотоциклетними двигунами. Перший літак було розбито під час польоту. Влітку 1925 взяв участь у першому німецькому повоєнному «пробному» польоті на спортивному літаку фірми «Юнкерс». У 1925—1926 був призначений на посаду консультанта з авіаційної техніки у Управління озброєнь сухопутних сил (нім. Heereswaffenamt) Рейхсверу.
Від листопаду 1926 і до кінця 1931 у компанії «Albatros Flugzeugwerke». Замінив на посаді головного конструктора Роберта Шуберта (нім. Robert Schubert). Переробляє Albatros L 68 та створює навчально-тренувальний літак Albatros L 75 Ass, що призначався для підвищення кваліфікації льотчиків. Перший політ відбувся у 1928.

### Arado Flugzeugwerke

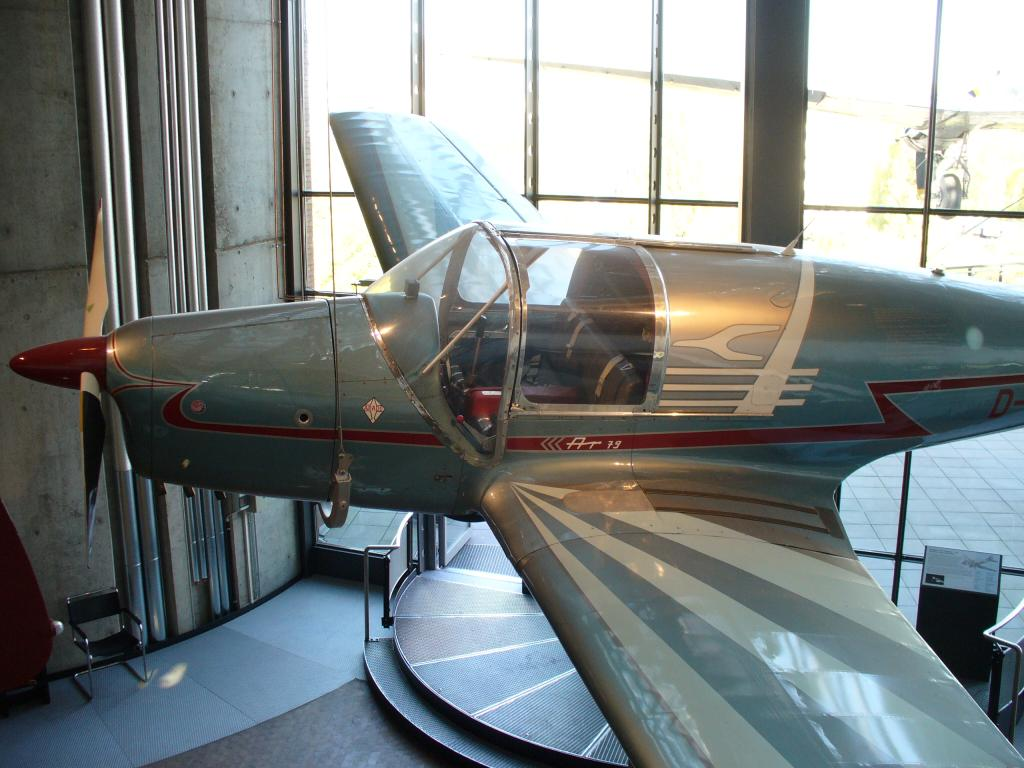
Навчально-тренувальний та цивільній літак Ar 79

Від 1 січня 1932 технічний директор у «Arado Flugzeugwerke» — німецькому виробнику авіаційної техніки. Розпочав свою роботу із вдосконалення розробленого Вальтером Ретелем (нім. Walter Rethel) навчально-тренувального літака Arado Ar 66. На початку 1933 призначено головним інженером-конструктором цієї компанії, від січня 1938 член Правління компанії. Працював над створенням таких моделей, як Арадо Ar 95, Ar 96 та Ar 196.

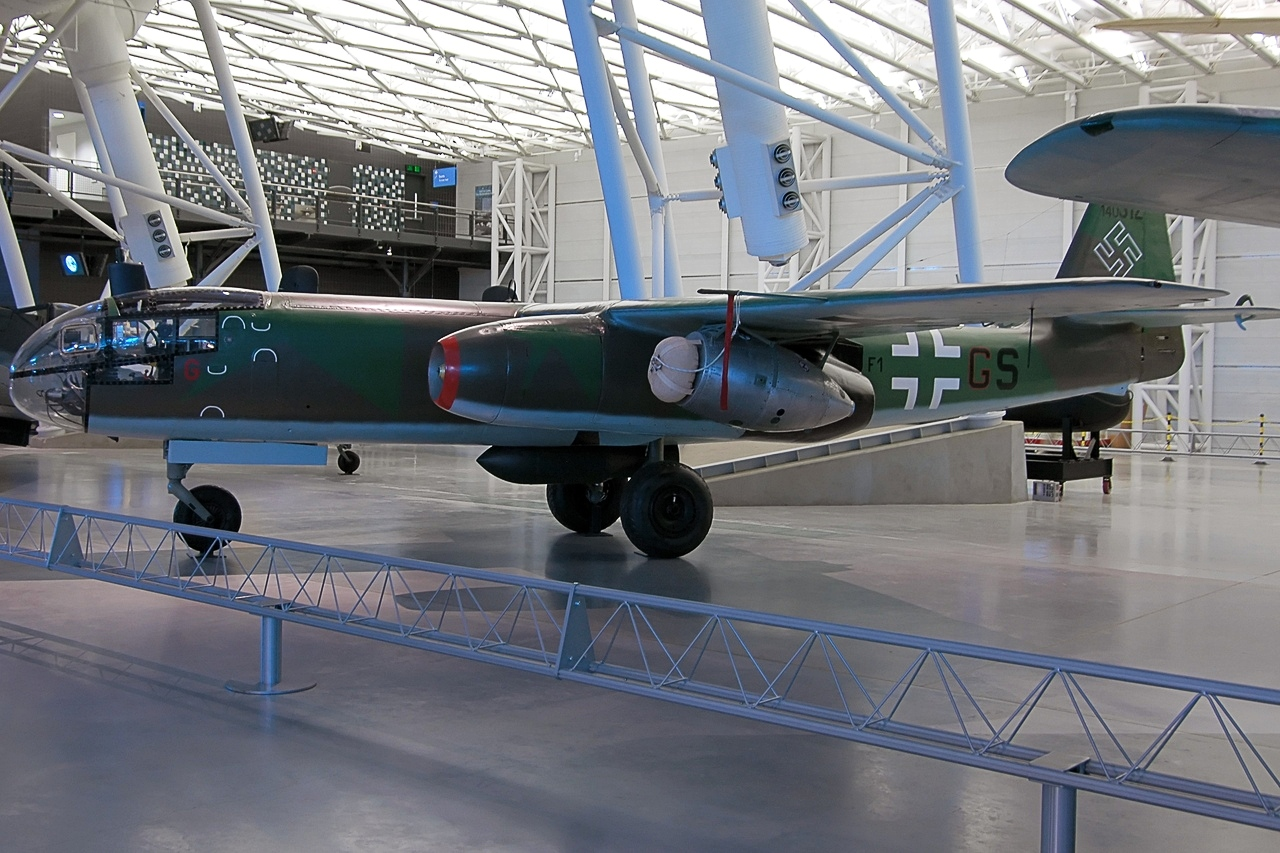
Ar 234 Blitz

10 грудня 1937, за значний внесок у зміцнення оборони Рейху, отримав звання «Лідера військової економіки» (нім. Wehrwirtschaftsführers).
У наступні роки, Блюме відповідав за створення перших реактивних літаків, які довго вдосконалювали і в підсумку прийшли до створення першого в світі серійного реактивного бомбардувальника Ar 234 Blitz (укр. Блискавка). Ці літаки були першими реактивними бомбардувальниками, що брали участь у реальних бойових діях. До кінця Другої світової війни Блюме запропонував модернізувати «Блискавку», забезпечивши літак чотирма реактивними двигунами, однак проект не було реалізовано.
Від 1 липня 1943 — головний конструктор «Арадо». 12 жовтня 1944 Альберт Шпеєр нагородив Вальтера Блюме званням професора.

## Повоєнний період

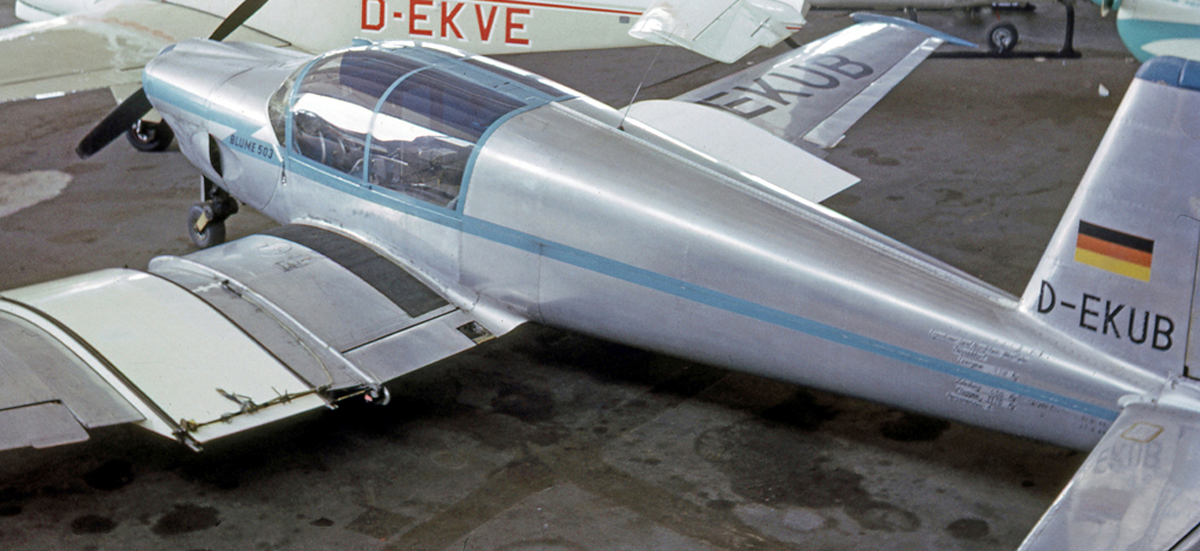
Blume Bl 500

У 1953, з метою відродження авіаційної промисловості, заснував інженерний офіс легких конструкцій та механіки рідини в Дуйсбурзі. Але в нього не вистачало колишніх висококваліфікованих фахівців, які б бачили майбутнє німецького літакобудування.
У середині 1950-х почав роботу над проектом чотиримісного легкого суцільнометалевого моноплана. Прототип Blume Bl.500 був побудований фірмою Focke-Wulf і зробив перший політ 14 березня 1957. Але спроба відновити один із своїх колишніх проектів Arado Ar 79, у вигляді Blume Bl 502 для цивільної авіації, не справила очікуваного комерційного успіху і згодом він утримувався від подібних розробок.
Деякий час працював у авіакомпанії «Weser Flugzeugbau». Брав участь у розробці франко-німецького консорціума середнього військово-транспортного літака Transall C-160 (перший політ 25 лютого 1963).
Дружина — Марія Блюме (Scheidt).
Вальтер Блюме помер 27 травня 1964 у Дуйсбурзі, у віці 68 років, поховано на Військовому кладовищі в Целле.